# Otto Kunz (Museumsleiter, 1880)
Otto Kunz (* 9. Mai 1880 in Salzburg; † 21. Dezember 1949 ebenda) war ein Salzburger Kulturjournalist, Bibliothekar und Leiter des Mozart-Museums.

## Leben
Otto Kunz’ Vater war Realschuldirektor. Kunz studierte in München, Graz und Wien die Fächer Jus und Kunstgeschichte. 1906 wurde er zum Dr. jur. promoviert. Im Jahr danach trat er in den höheren Bibliotheksdienst (k. k. Studienbibliothek in Salzburg, wo er zuletzt den Berufstitel Oberbibliothekar führte). Er wirkte seit 1923 zugleich als Theater-, Musik- und Kunstkritiker. Er schrieb u. a. für das Salzburger Volksblatt, Die Presse und als Berichterstatter mehrerer Zeitungen im In- und Ausland.
Über Jahrzehnte hinweg betreute Kunz das Mozartmuseum, „das er nach modernsten Gesichtspunkten zu einer Institution von internationaler Bedeutung und zu einer in der ganzen Welt einzigartigen Grundlage für wissenschaftliche Forschungsarbeiten erhob.“ Viele Jahre arbeitete er auch im Kuratorium der Internationalen Stiftung Mozarteum. Durch seine Jahrzehnte lange, reiche publizistische Tätigkeit für führende Zeitungen und Zeitschriften trug er wesentlich zur Förderung der Salzburger Festspiele und des Rufes Salzburgs als Kulturstadt bei. Er war auch der Autor einer umfangreichen Monographie über den Baritonsänger Richard Mayr.
Kunz besorgte die Neugestaltung des Mozart-Museums im Geburtshaus W. A. Mozarts und des Zauberflötenhäuschens. Er gründete die Abteilung Mozart auf dem Theater im Mozart-Museum als wissenschaftliche Forschungsstätte; ebenso forschte er im und beteiligte sich an der Verwaltung des Zentralinstituts für Mozartforschung. In seinen letzten Lebensjahren widmete er sich der Sichtung und Neuordnung der teilweise im Krieg beschädigten Bestände der Graphischen Sammlung, heute im Salzburg Museum. Als er starb, hatte er seit längerem am kunstgeschichtlichen Werk Die Vorromantiker in Salzburg gearbeitet.
Er wurde in Bergheim bestattet. Seine Ehefrau hieß Anna.

### Arbeit als Journalist im „Dritten Reich“
Kunz begrüßte den "Anschluss" in hohen Tönen. Als Theaterwissenschaftler verstand er die Vereinigung Österreichs mit Deutschland als Auftrag für eine neue Theaterkultur, besonders für die Grenzstadt Salzburg. Während der Jahre des Nationalsozialismus war Kunz sporadisch Stellvertretender Hauptschriftleiter des Salzburger Volksblatts und schrieb sehr häufig Theater- und Konzert-Kritiken. Er vertrat in diesen Jahren ein großdeutsches Kulturverständnis. In diesem Zusammenhang erklärte er das Deutsche Requiem des in Hamburg gebürtigen, später in Wien wirkenden Brahms zum „einzigartigen Gesamtausdruck deutschen Wesens“, weil der Komponist „die strenge, herbe Vergeistigtheit des Norddeutschen“ mit „der milden donauländischen Weichheit“ verbinde. In einer Salzburger Aufführung von Griegs Musik zu Peer Gynt meinte er, „nationale Kunst“ und „nordische Volksseele“ zu erkennen.

### Museumsleiter
Kunz leitete das Mozart-Museum von 1924 bis 1945. Nach 1938 leitete er das Haus mit ausgeprägter Betonung nationalsozialistischer Ideologie. Die Institution sollte in seinen Worten eine "Weihestätte für die deutsche Nation" werden. Das Museum wurde 1938/1939 räumlich erweitert. Kunz sammelte in dieser Zeit Exponate für die theatergeschichtliche Abteilung, nämlich Bühnenmodelle von Mozartinszenierungen in ganz Europa.

## Ausstellungen
- 1928: „Zauberflöte“
- 1941: „100 Jahre Mozarteum“
- 1942: „100 Jahre Mozart-Denkmal“

## Schriften
- IX. bis XIV. Katalog des Mozart-Museums (1923–1943).
- Das Mozart-Museum. (1925).
- Richard Mayr. Weihe, Herz und Humor im Baßschlüssel. Mit einem Vorwort von Lotte Lehmann (1933).
- Das böse Regenwetter und der lustige Kwicks. (1948).
- Abhandlungen in Programmheften der Salzburger Festspiele (1933, 1934)